# In the Wake of Poseidon
In the Wake of Poseidon — другий студійний альбом англійської групи King Crimson, який вийшов 15 травня 1970 року в Великій Британії. Альбом записали під час нестабільності в групі, з кількома змінами персоналу, але він має дуже схожий стиль і послідовність до їхнього першого альбому In the Court of the Crimson King. Як і в першому альбомі, настрій In the Wake of Poseidon часто і швидко змінюється від спокійного до хаотичного, відображаючи різноманітні музичні аспекти прогресивного року. Отримав найвищий рейтинг у чартах у Великій Британії серед альбомів групи, досягнувши 4-го місця. Альбом добре прийняли критики.

## Задній план та запис
Ієн Макдональд та Майкл Джайлз покинули групу після їхнього першого туру по Америці в 1969 році. Наступним учасником, який покинув групу, був Грег Лейк, після того, як Кіт Емерсон звернувся до нього з проханням приєднатися до того, що стане Emerson, Lake & Palmer на початку 1970 року. Таким чином Роберт Фріпп залишився єдиним музикантом, що залишився в групі, який, крім гітари, грає на клавішних.
Тоді невідомого Елтону Джону було запрошено співати на сесіях запису In the Wake of Poseidon, але Фріпп передумав і скасував сесію. Потім Лейк погодився заспівати на записах, домовившись отримати звукове обладнання King Crimson в якості оплати. Зрештою, він заспівав на ранньому синглі гурту на початку 1970 року «Cat Food» (але не на стороні B, «Groon») і на всіх вокальних треках альбому, крім одного. Винятком була «Cadence and Cascade», яку співав старий шкільний друг Фріппа і його підлітковий товариш Гордон Хаскелл (також, пізніше, брав участь у записі альбому Lizard). Ранній мікс пісні з Лейком, який співає гід-вокал, знайшли і представили на сайті DGM для завантаження. Інші колишні учасники та соратники повернулися — лише як сесійні гравці — для записів Poseidon, всі басові партії виконували Пітер Джайлз та Майкл Джайлз, другий з яких грав на барабанах. Іншими ключовими виконавцями були Мел Коллінз (колишній член гурту Circus) на саксофоні та флейті та джазовий піаніст Кіт Тіпетт.
Фріпп, Лейк, Тіпетт і брати Джайлз з'явилися на Top of the Pops, імітуючи «Cat Food». Це була б єдина поява King Crimson на шоу.

## Зміст
Альбом починається з акапели під назвою «Peace — A Beginning». Розширена версія цього твору, «Peace — A Theme», додає бридж і виконується на акустичній гітарі без супроводу. Цей трек з'являється на початку другої сторони, можливо, задуманої як середина альбому, а третя версія, «Peace — An End», з'являється в кінці альбому. «Peace — An End» певною мірою є комбінацією двох інших версій, що містить як вокал, так і акустичну гітару, а також бридж, але тексти пісень повністю відрізняються від текстів «Peace — A Beginning».
«Pictures of a City» з сильним джазовим впливом спочатку виконувався наживо, часто тривав понад десять хвилин і називався «A Man, a City». Приклад такого виступу є на концертній збірці Epitaph.
Балада «Cadence and Cascade» – про двох шанувальниць.
Найбільшим треком на альбомі є хаотична інструментальна частина «The Devil's Triangle». Трек було адаптовано з живого аранжування гурту 1969 року «Mars: Bringer of War» Густава Холста, пізніше випущеного на Epitaph (де воно називалося просто «Mars»). У «The Devil's Triangle» використовується інший риф стакато, ніж у «Mars». У 1971 році короткий уривок із «The Devil's Triangle» показали у «Розумі зла», другому серіалі восьмого сезону телесеріалу BBC «Доктор Хто». Трек включає частину приспіву з «The Court of the Crimson King», треку з першого альбому гурту, з використанням студійної техніки, відомої як xenochrony. Попри це, Ієну Макдональду, який написав «The Court of the Crimson King», не надається співавторство в цій частині «The Devil's Triangle», лише у початковій частині «Merday Morn».

## Композиції
1. Peace — A Beginning — 0:51
2. Pictures of a City — 7:57
3. Cadence and Cascade — 4:35
4. In the Wake of Poseidon — 8:24
5. Peace — A Theme — 1:15
6. Cat Food — 4:52
7. The Devil's Triangle — 11:30
  1. Merday Morn (3:47)
  2. Hand of Sceiron (4:01)
  3. Garden of Worm (3:45)
8. Peace — An End — 1:54

## Учасники запису
- Роберт Фріпп — гітара, мелотрон (2, 4, 7), челеста (3), Hohner pianet (7)
- Грег Лейк — вокал (1, 2, 4, 6, 8)
- Майкл Джайлз — ударні, перкусія (2-4, 6, 7)
- Пітер Джайлз — бас-гітара;
- Кіт Типпетт — фортепіано (3, 6, 7);
- Мел Коллінз — саксофон (2), флейта (3);
- Гордон Гаскелл — додатковий вокал у 3-й композиції;
- Пітер Сінфілд — тексти.